# Ольница
О́льница (бел. Вольніца) — деревня в составе Хвастовичского сельсовета Глусского района Могилёвской области Республики Беларусь.

## Население
- 1999 год — 130 человек
- 2009 год — 58 человек